# Slivo Pole
Slivo Pole (Bulgaars: Сливо поле) is een klein stadje met 2851 in het noordoosten van Bulgarije in de  oblast Roese. Het is de hoofdplaats van de gelijknamige gemeente Slivo Pole. Slivo Pole werd op 29 november 2002 uitgeroepen tot stad, daarvoor was het officieel nog een dorp. Het dorpje Slivo Pole stond voorheen bekend als Islepol/Slepovo en kreeg in 1912 officieel de naam Slivo Pole ("pruimenveld"), aangezien reizigers in een plaatselijke herberg verbleven die een grote pruimenboomgaard had. De Bulgaarse hoofdstad  Sofia ligt op 271 kilometer afstand.

## Bevolking
Het inwonersaantal van het stadje Slivo Pole is sinds de val van het communisme langzaam maar geleidelijk aan het dalen. Tussen 1965 en 2018 is de bevolking in de meeste nabijgelegen dorpen gehalveerd.
| stad Slivo Pole     | 2.401  | 2.563  | 2.624  | 3.055  | 3.420  | 3.578  | 3.319  | 3.359  | 2.990  | 2.851 |
| gemeente Slivo Pole | 17.940 | 18.160 | 18.693 | 18.819 | 17.943 | 16.301 | 14.387 | 12.912 | 10.855 | 9.749 |

#### Etnische samenstelling
Slivo Pole heeft een gemengde bevolkingssamenstelling. Volgens de volkstelling van 1 februari 2011 vormen Bulgaarse Turken 44% van de bevolking, Bulgaren 41% en de  Roma zo’n 11%. De Tataren vestigden zich na de Krimoorlog (1853-1856) in dit gebied, terwijl de Bulgaren vanaf 1863 vanuit  Roese en Roemenië immigreerden.